# Glimåkra kyrka
Glimåkra kyrka är en kyrkobyggnad belägen i tätorten Glimåkra i Östra Göinge kommun. Den är församlingskyrka i Glimåkra-Hjärsås församling i Lunds stift och tillhör Svenska kyrkan.

## Medeltidskyrkan
Den nuvarande kyrkan står på samma plats där en medeltida romansk stenkyrka byggdes, troligen i slutet av 1100-talet. Den bestod av absid, kor och långhus, med en sydlig och en nordlig ingång. Under senmedeltiden försågs kyrkan med valv, som möjligen även var målade. Ungefär vid samma tid byggdes ett vapenhus vid den sydliga ingången, men även den nordliga behölls och försågs vid någon tidpunkt med ett mindre vapenhus. Det var troligen även vid denna tid som kyrkan fick sin första klockstapel. 1612 härjade Gustav II Adolfs trupper i trakten, vilket delvis drabbade kyrkan och klockstapeln förstördes. Så småningom reparerades kyrkan och en ny klockstapel fanns på plats senast 1696.
Den ökande befolkningen ledde till att man under 1600-talet byggde två läktare. Detta kom inte att helt motsvara behoven och 1706 valde man att utvidga kyrkan med en nordlig korsarm, den så kallade nykyrkan. En av läktarna försvann då och ersattes av en ny i korsarmen. Samtidigt verkar koret ha breddats till samma bredd som långhuset. 1743 byggdes även en sakristia norr om koret och kyrkans stenmurar vitkalkades på utsidan. I olika omgångar under 1700-talet ersattes det tidigare spåntaket av ett blytak. 1773–1774 revs delar av långhusets tak i väst och efter att murarna höjts med omkring 2,5 meter byggde man där ett klocktorn av trä. Detta och dess luckor målades röda 1786. I samband med tornbygget målades kyrkan åter vit, denna gången även på insidan. Om kalkmålningar fanns tidigare, är det troligt att dessa övermålades då. Efter att ha övervägt olika lösningar för ytterligare utvidgningar av kyrkan valde man att riva denna 1836–1837 och ersätta den med en nybyggnation. Endast delar av tornet kom att återanvändas.

## Nuvarande kyrkan
Kyrkan uppfördes 1837–1838, med efterarbeten fram till 1842, av byggmästare Ola Borgström från Sölvesborg efter en offert på 16 400 kronor. Kyrkan invigdes av prosten Peter Samuel Ström. Kyrkorummet är rektangulärt med en utbyggd sakristia i öster. Kyrkan har ett västligt torn med huvudingång. Ingång finns även mitt på sydfasaden, och ursprungligen även på nordsidan, samt en separat ingång till sakristian. Byggnaden är uppförd av gråsten med tegel i omfattningar, samt putsad och vitkalkad. Ett ursprungligt skiffertak ersattes 1960–1961 av ett tegeltak, medan torn och sakristia har kopparplåt, tidigare järnplåt. Sakristian och läktaren, samt utrymmet under denna, byggdes delvis om 1979–1980.

## Inventarier
- Altarpredikstolen är ursprunglig men tillbyggd och något förändrad vid renoveringen 1900. Predikstolen stod tidigare mot en målad fond omgiven av två joniska pilastrar med oljelampor och en båge krönt med ett kors.
- På vardera sidan om predikstolen hänger tavlor föreställande evangelisterna Markus respektive Matteus. Tavlorna målades av dekorationsmålare Brink från Kristianstad med liknande verk i Heliga Trefaldighets kyrka, Kristianstad, som förebilder.
- I korväggen återfinns två fönstermålningar utförda av Anders Nilsson från Lund 1919. Det norra fönstret föreställer Jesu välsignande av barnen, återgivet i till exempel Markusevangeliet 10:13–16. Det södra föreställer den uppståndne Jesu besök i Emmaus hos lärjungen Kleopas och dennes kamrat (Lukasevangeliet 24).
- Kyrkans dopfunt, som är utförd i trä med snidade lejon och huvuden av putti, är från 1698 och gjord av bildhuggaren Johan Menschefer.
- Dopfat av mässing präglat med årtalet 1743 och tillverkat av mässingslagare Japhet Ahlström (omkr. 1690-1754) i Kristianstad.
- I kyrkans torn finns två klockor, en storklocka från 1975 med en diameter på 103 centimeter och lillklockan från 1731. Den gamla storklockan från 1790, med vikten 850 kilo och diametern 118 centimeter, finns utställd i vapenhuset.
- I kyrkans tak hänger fem ljuskronor, varav den äldsta troligen anskaffades på 1640-talet och den nyaste i slutet av 1980-talet.
- På södra väggen hänger ett epitafium över kyrkoherde Paul Enertsen, den siste danske prästen i socknen. Eftersom han på kyrkobesökarnas önskemål fortsatte att predika på danska trots att Skåne nyligen blivit svenskt har han kommit att kallas den siste danske prästen i Skåne.

### Orgel
- 1752 byggde Gustaf Gabriel Woltersson, Glimåkra en orgel med 10 stämmor. Orgeln såldes 1835.
- 1873 byggde Knud Olsen, Köpenhamn en orgel med 16 stämmor.
- 1931 byggde A. Mårtenssons Orgelfabrik AB, Lund en orgel med 22 stämmor.
- Den nuvarande orgeln byggdes 1980 av A. Mårtenssons Orgelfabrik AB, Lund och är en mekanisk orgel. Fasaden är från 1873 års orgel.

| Huvudverk I   | Svällverk II      | Pedal         | Koppel |
| Principal 8´  | Rörflöjt 8´       | Subbas 16´    | I/P    |
| Gedackt 8'    | Fugara 8'         | Gedackt 8'    | II/P   |
| Oktava 4'     | Blockflöjt 4'     | Principal 4'  | II/I   |
| Flöjt 4'      | Principal 2'      | Kvintadena 2' |        |
| Kvint 2 2/3'  | Nasat 1 1/3'      | Fagott 16'    |        |
| Svegel 2'     | Scharf 2 chor     |               |        |
| Ters 1 3/5'   | Dulcian 8'        |               |        |
| Mixtur 4 chor | Tremulant         |               |        |
|               | Crescendosvällare |               |        |

## Series Pastorum
| - Daniel Tertorius (1684–1686) - Nils Kökemeister (1686–1701) - Jonas Angelin (1701–1711) - Sven Scheding (1711–1747) - Bernhard Scheding (1749–1776) - Petrus Wåhlin (1776–1781) - Hans Abraham Rasch (1781–1789) - Anders Ramelius (1790–1806) - Sven Åkerman (1806–1829) - Christopher Ströberg (1829–1837) - Sven Petterson (1830–1836) - Carsten Danielsson (1833–1860) - Gustaf Victor Schaar (1857-1860) - Carl August Sunesson (1860–1868) - Olof Bernhoff (1939–1953) - Uno Oredsson (1954–1960) | - Fader Johannes (–1565) - Georg Hemmingius (1565–1566) - Sjunne Hansen (1566–1599) - Dinus Hansen Kolding (1599–1614) - Mogens Cochius (1614–1630) - Gerdt Pedersen (1630–1664) - Peder Lauridsen Hjersovius (1664–1674) - Paul Enertsen (1674–1718) - Andreas Wankiw (1711–1746) - Lars Cronholm (1746–1780) - Roloff Schrevelius Andersson (1780–1828) - Carl Reinhold Homan (vice pastor 1802–1829) - Martin Elmgren Collin (1828–1863) - Paul Henrik Paulsson (vice pastor 1854–1868) - Paul Henrik Paulsson (1868–1880) | - Carl Wollmer (v. pastor 1880–1882) - Per Grewell (v. pastor 1882–1884) - August Ferdinand Lundgren (1884–1892) - Henrik Teodor Boström (1892–1899) - Olof Behring (1899–1910) - Torsten Botvid Lundberg (1910–1939) - Folke Westrup (1940–1967) - Uno Oredsson (1967–1984) - Annalill Grönkvist (1985–1990) - Ingmar Svensson (1990–2001) - Paul Henriksson (2001–2005) - Lars Fröjmark (2006–2016) - Anna J Evertsson (2017–) |

## Galleri

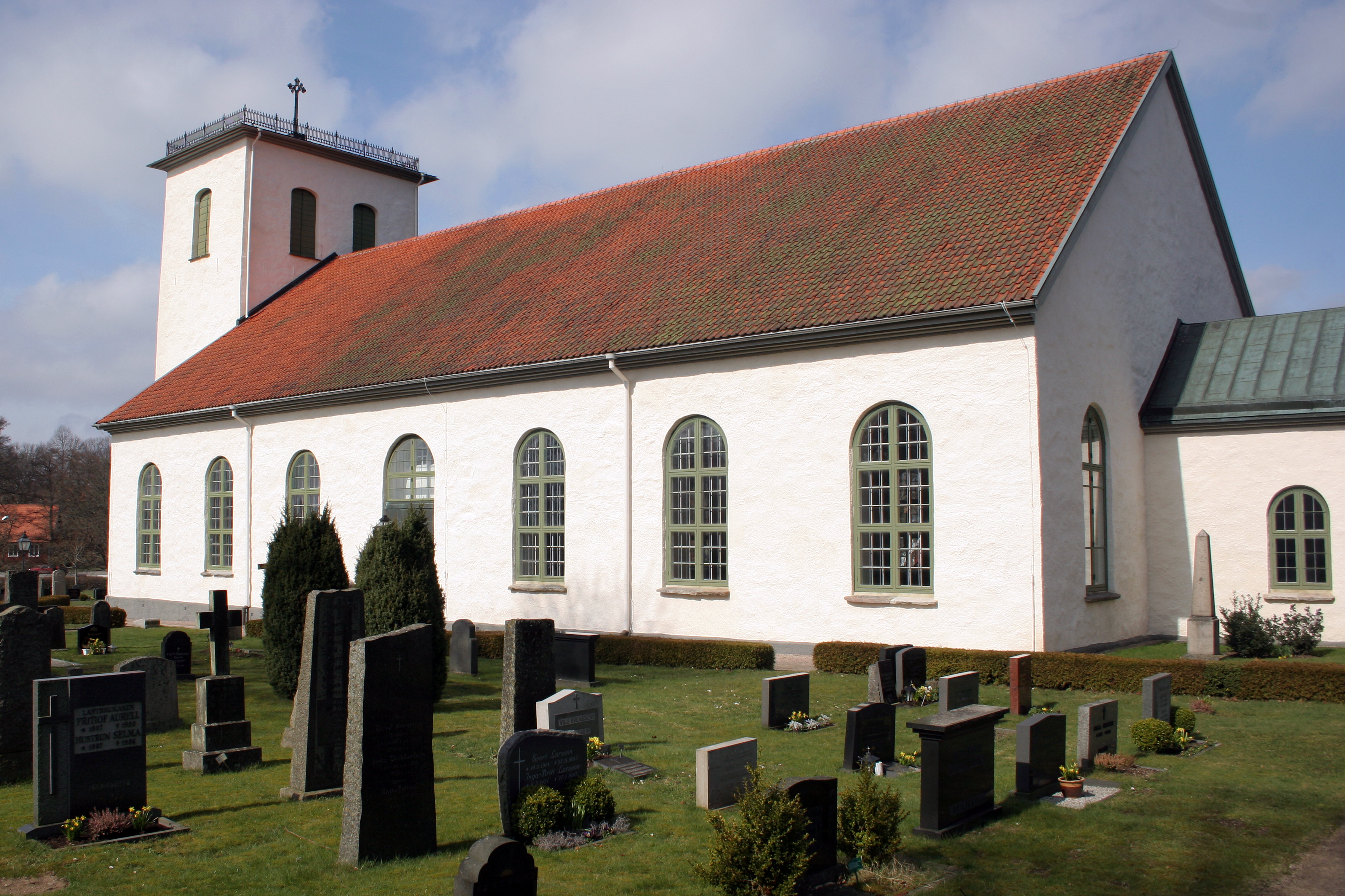
Södra långsidan.
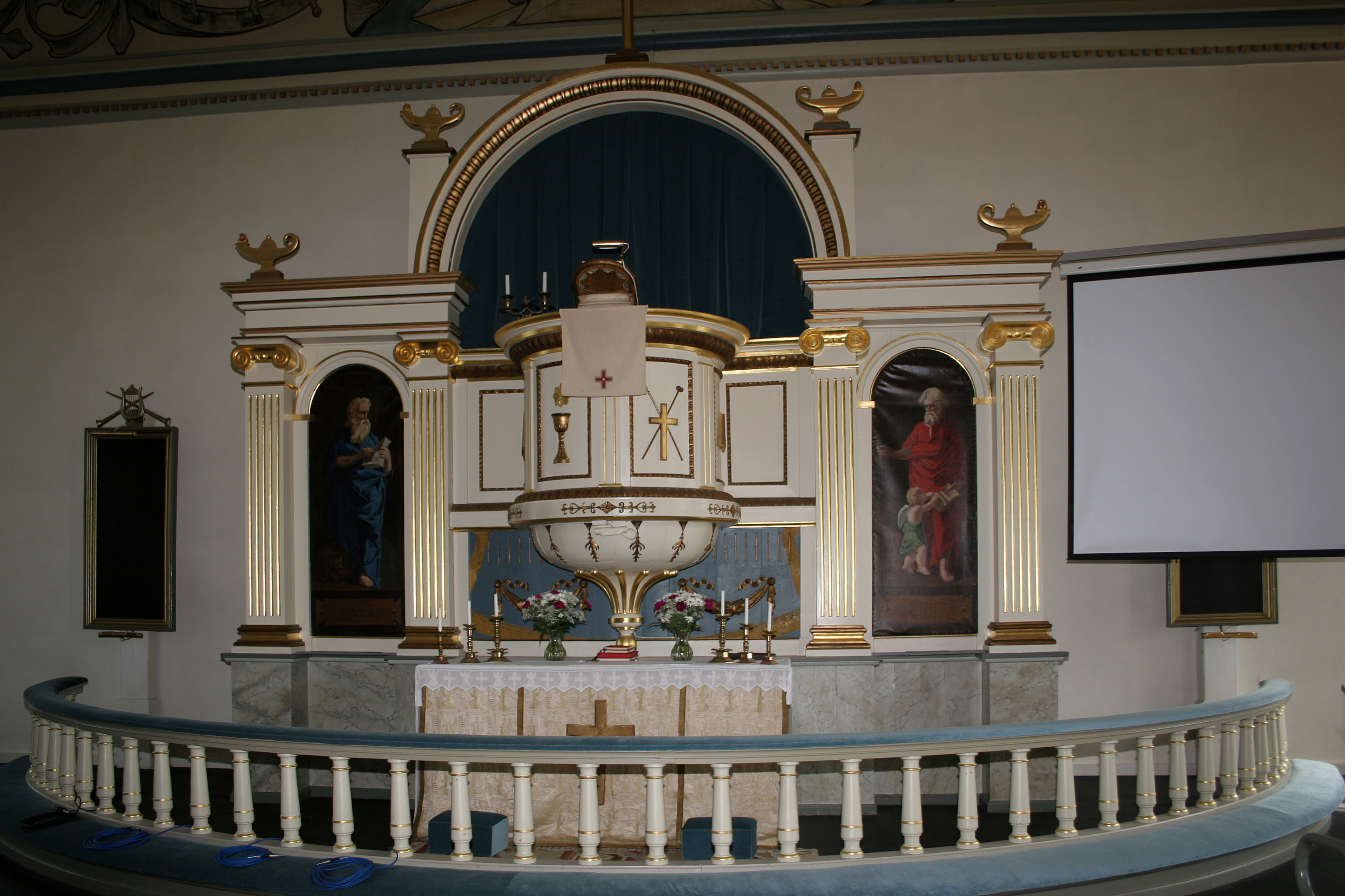
Altarringen.
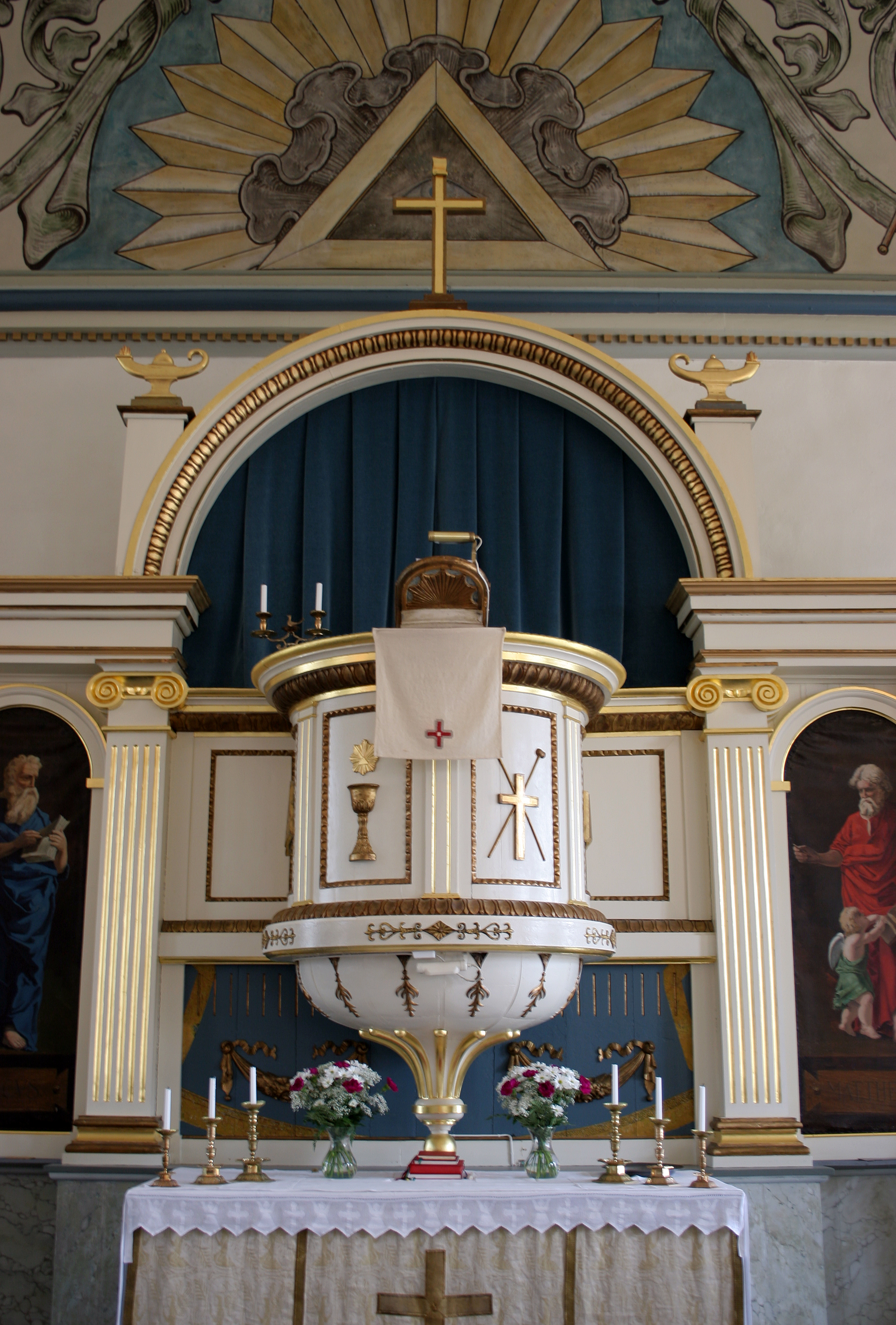
Predikstolen.
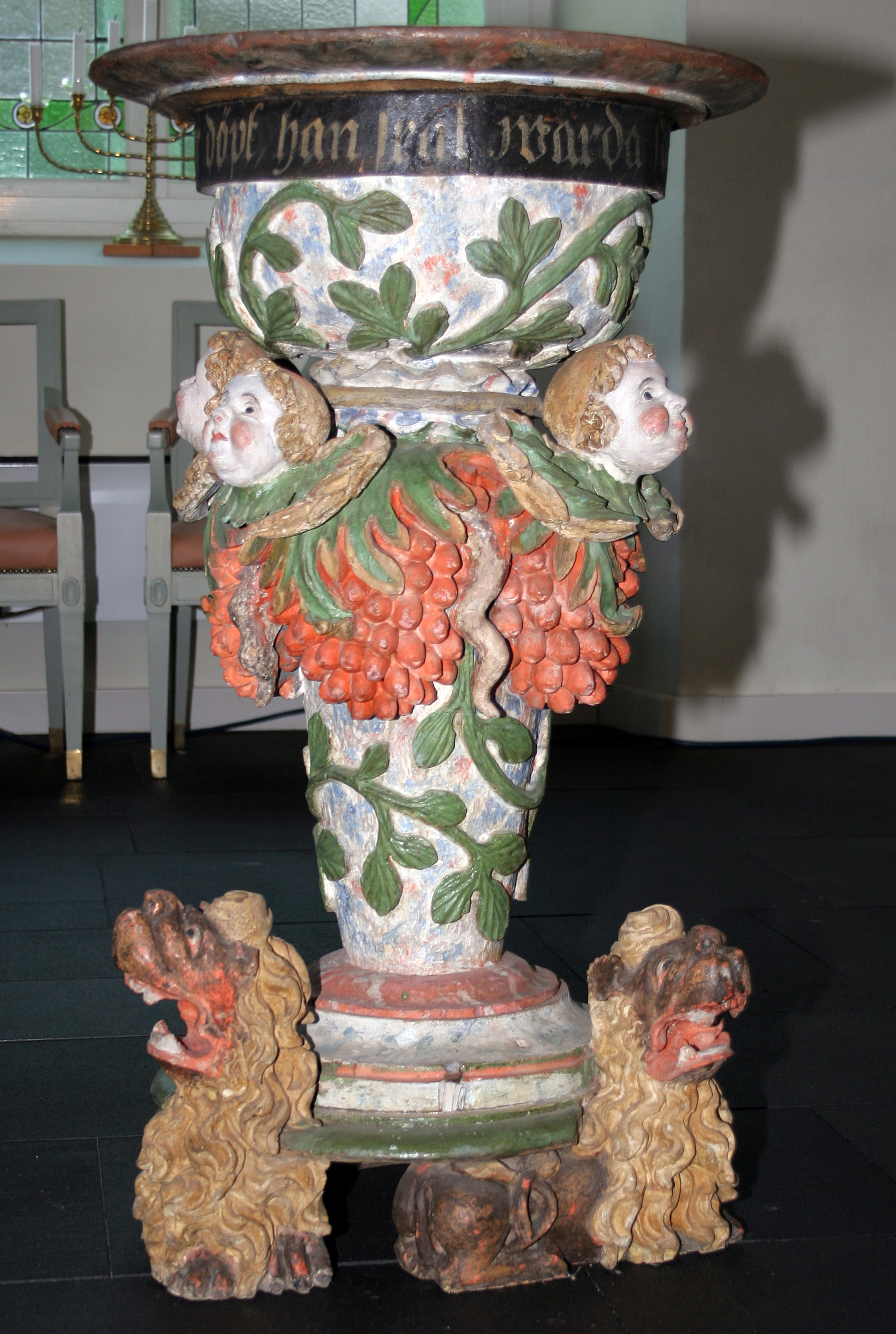
Dopfunten från 1698.
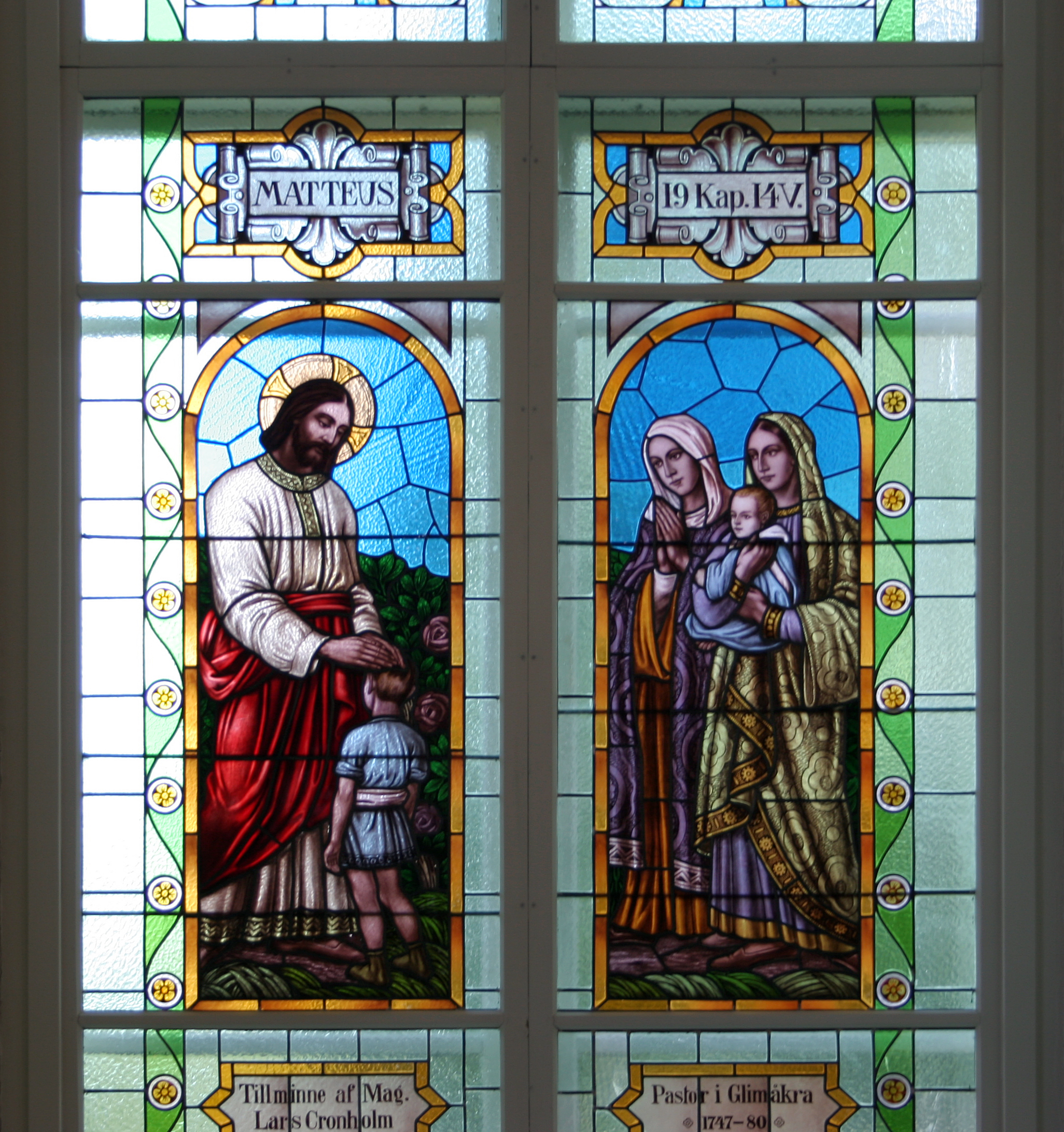
Fönstermålning utförd av Anders Nilsson.
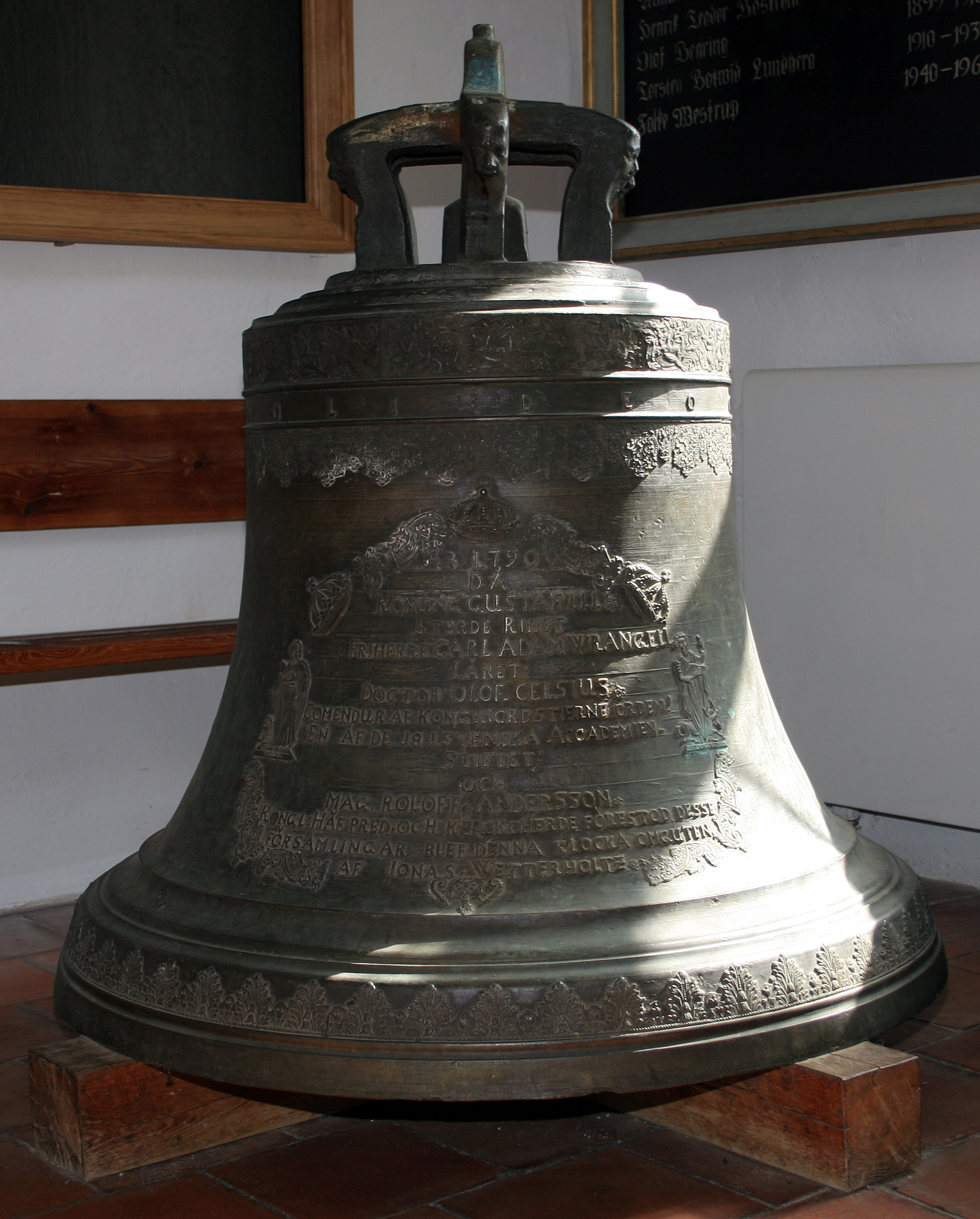
Gamla storklockan från 1790.
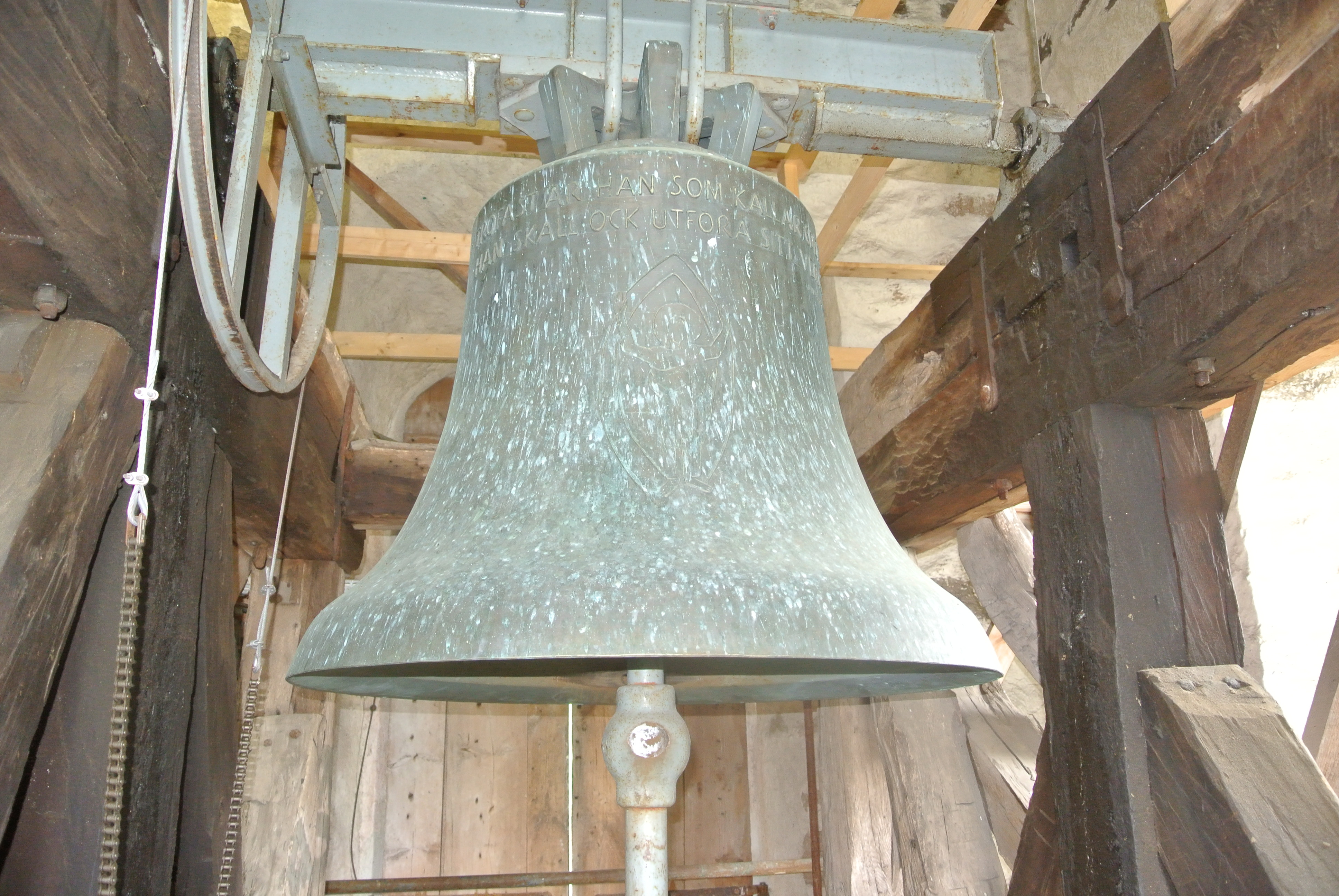
Den nya storklockan från 1975.
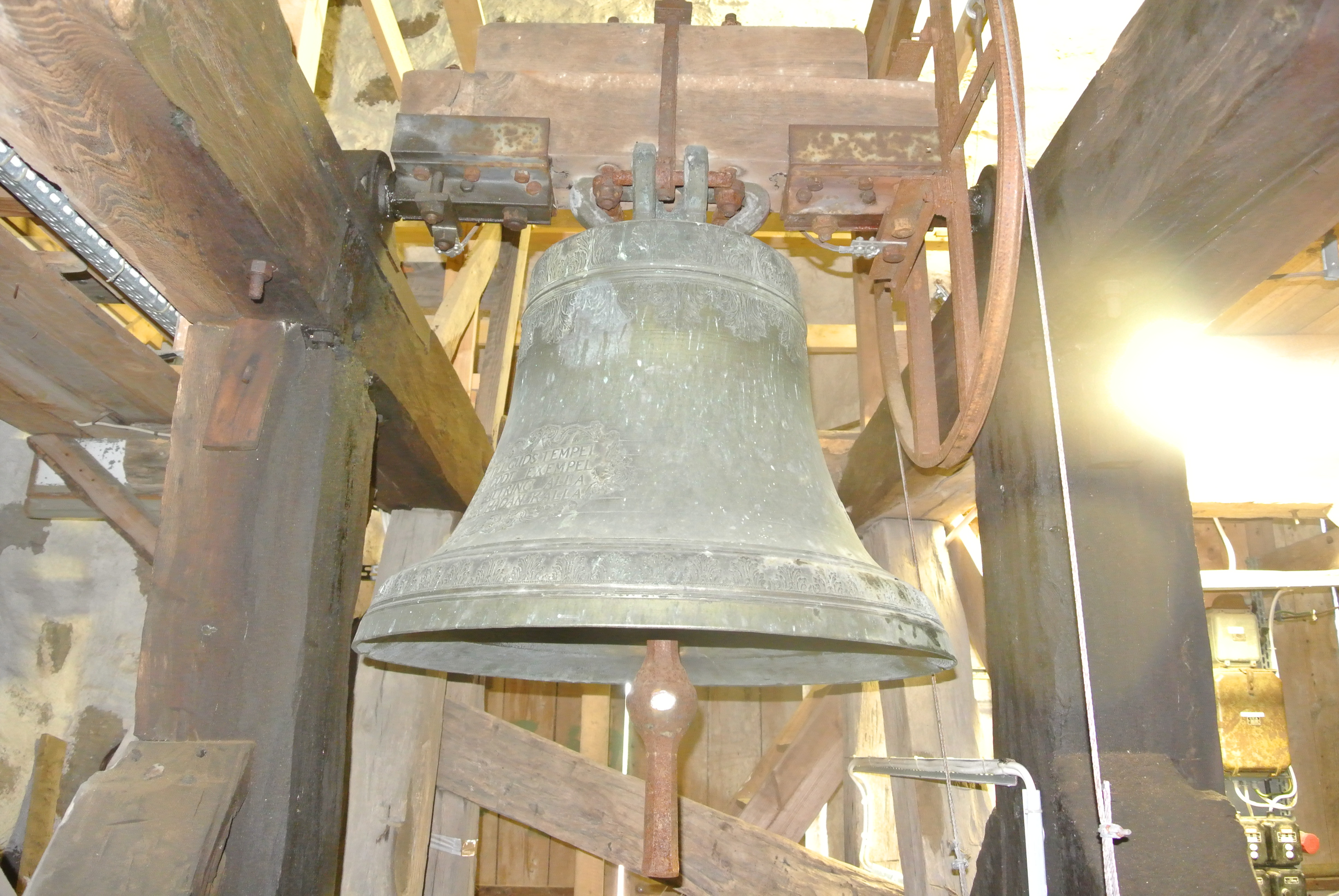
Lillklockan från 1731.